# Borcsány
Borcsány (szlovákul Borčany) község Szlovákiában, a Trencséni kerületben, a Báni járásban. Kis- és Nagyborcsány 1892-es egyesítésével jött létre.

## Fekvése
Bántól 9 km-re délnyugatra fekszik.

## Története
1113-ban „Borscan” néven említik először. Neve a szláv Bork személynévből származik. 1208-ban határleírásában „Bursix” alakban szerepel. 1417-ben „Barchan”, 1513-ban „Borczan” alakban tűnik fel. A nyitrai püspökség faluja volt. 1598-ban 8 ház állt a településen. 1784-ben 11 házában 10 család és 103 lakos élt.
A 18. század végén Vályi András így ír róla: „BORCSÁNY. Borcsán. Tót falu Trentsén Vármegyében, birtokosai több Urak, lakosai katolikusok, határja meglehetős.”
1828-ban 10 háza és 102 lakosa volt. Lakói mezőgazdasággal foglalkoztak, később a közeli nagybirtokokon dolgoztak.
Fényes Elek 1851-ben kiadott geográfiai szótárában így ír a faluról: „Borcsán, tót falu, Nyittra vgyében, Sisso filial. 175 kath., 13 zsidó lak. F. u. gr. Erdődy Józsefnő. Ut. p. N.-Tapolcsán.”
A trianoni diktátumig Trencsén vármegye Báni járásához tartozott.

## Népessége
| Év:            | 1994. | 2004.   | 2014.   | 2024.   |
| -------------- | ----- | ------- | ------- | ------- |
| Emberek száma: | 259   | 258     | 251     | 265     |
| Eltérés:       |       | -0,38 % | -2,71 % | +5,57 % |

| Év:            | 2023. | 2024.   |
| -------------- | ----- | ------- |
| Emberek száma: | 270   | 265     |
| Eltérés:       |       | -1,85 % |

1910-ben 205, túlnyomórészt szlovák anyanyelvű lakosa volt.
2001-ben 247 lakosából 246 szlovák volt.
2011-ben 236 lakosából 218 szlovák volt.

## Nevezetességei
- Római katolikus temploma a 13. század végén épült kora gótikus stílusban, 1850-ben és a 20. században átépítették.